# Calyptotis ruficauda
Espèce
Calyptotis ruficauda est une espèce de sauriens de la famille des Scincidae.

## Répartition
Cette espèce est endémique de Nouvelle-Galles du Sud en Australie.

## Description
Calyptotis ruficauda mesure jusqu'à 55 mm, queue non comprise. Cette dernière mesure de 13 à 53 % de plus que la longueur du corps. Cette espèce se caractérise notamment par une queue de couleur rose corail plus ou moins intense. Sa face ventrale est jaune pâle. Il est probable que cette espèce soit ovipare, ce que suggère la présence d’œufs présentant une fine coquille dans le ventre d'une femelle gravide.

## Étymologie
Son nom spécifique, du latin rufus, « rouge », et cauda, « queue », lui a été donné en référence à sa livrée.

## Publication originale
- Greer, 1983 : The Australian scincid lizard genus Calyptotis de Vis: resurrection of the name, description of four new species, and discussion of relationships. Records Of The Australian Museum, vol. 35, no 1, p. 29-59 (texte intégral).